# Премия имени Д. С. Лихачёва
Премия имени Д. С. Лихачёва — премия, присуждаемая с 2003 года Российской академией наук за выдающийся вклад в исследования литературы и культуры Древней Руси.

Премия названа в честь Д. С. Лихачёва.

## Лауреаты премии
- 2003 — доктор филологических наук А. С. Дёмин «за серию монографий „О художественности древнерусской литературы“, „О древнерусском литературном творчестве: опыт типологии с XI по середину XVIII вв. от Иллариона до Ломоносова“»
- 2006 — кандидат филологических наук О. А. Белоброва «за монографию „Очерки русской художественной культуры XVI—XX веков“»
- 2009 — член-корреспондент РАН Е. К. Ромодановская «за монографию „Римские деяния на Руси. Вопросы текстологии и русификации. Исследование и издание текстов“»
- 2015 — доктор исторических наук В. Я. Петрухин «за монографию „Русь в IX—X веках. От призвания варягов до выбора веры“»
- 2018 — доктор филологических наук Е. М. Юхименко «за монографию „Старообрядчество: История и культура“»
- 2021 — кандидат филологических наук Л. В. Титова «за издание „Жития протопопа Аввакума“»